# 馬公航空
馬公航空（英語：Makung Airlines），成立於1988年8月，為臺灣實施「開放天空」政策後首間開辦的民營航空公司。1995年長榮航空收購馬公航空股權，1996年更名為立榮航空（Uni Air）。

## 緣起
馬公航空公司創辦人嚴式裕為江蘇人，1949年隨中華民國政府遷台，1950年舉家搬至澎湖經營書報，出任《少年中國晨報》社務委員，又因跨足旅遊業務之故，人脈甚廣。
嚴式裕長年居住澎湖，深感離島交通不便，不利鄉親往返臺灣本島各地。1988年中華民國交通部頒布開放天空政策之後，嚴式裕遂四處奔走，連同當地仕紳與有力人士如潘載祥、胡榮宗等十五人，1989年順利籌組「馬公航空公司」，由陳文武出任董事長。馬公航空有鑑於澎湖居民臺灣閩南語人士居多，遂於飛機上採取臺語廣播，首開航空界風氣之先。

## 沿革[1]

馬公航空登機證全臺僅有5張

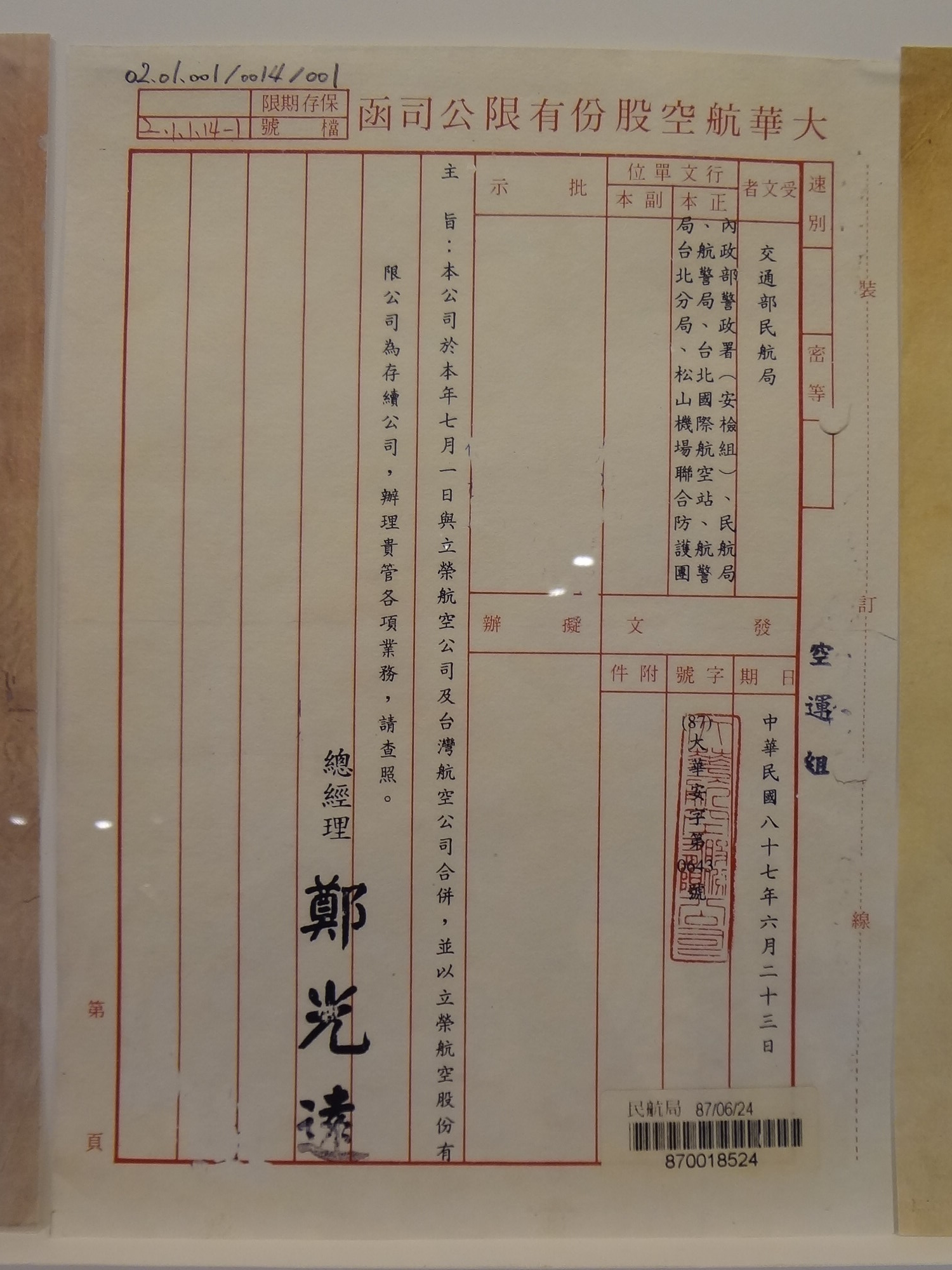
1998年6月23日總經理鄭光遠公文，說明該公司與立榮及臺航合併，合併後以立榮為存續公司。

- 1988年8月，馬公航空公司成立，其公司名稱取自澎湖縣馬公市，英文拼音亦然。
- 1989年1月18日，馬公航空開始營運馬公往返高雄之航線。
- 1995年，長榮集團收購馬公航空30%的股份。
- 1996年3月，馬公航空公司易名立榮航空，管理階層改組，馬公航空之名走入歷史。

## 機隊

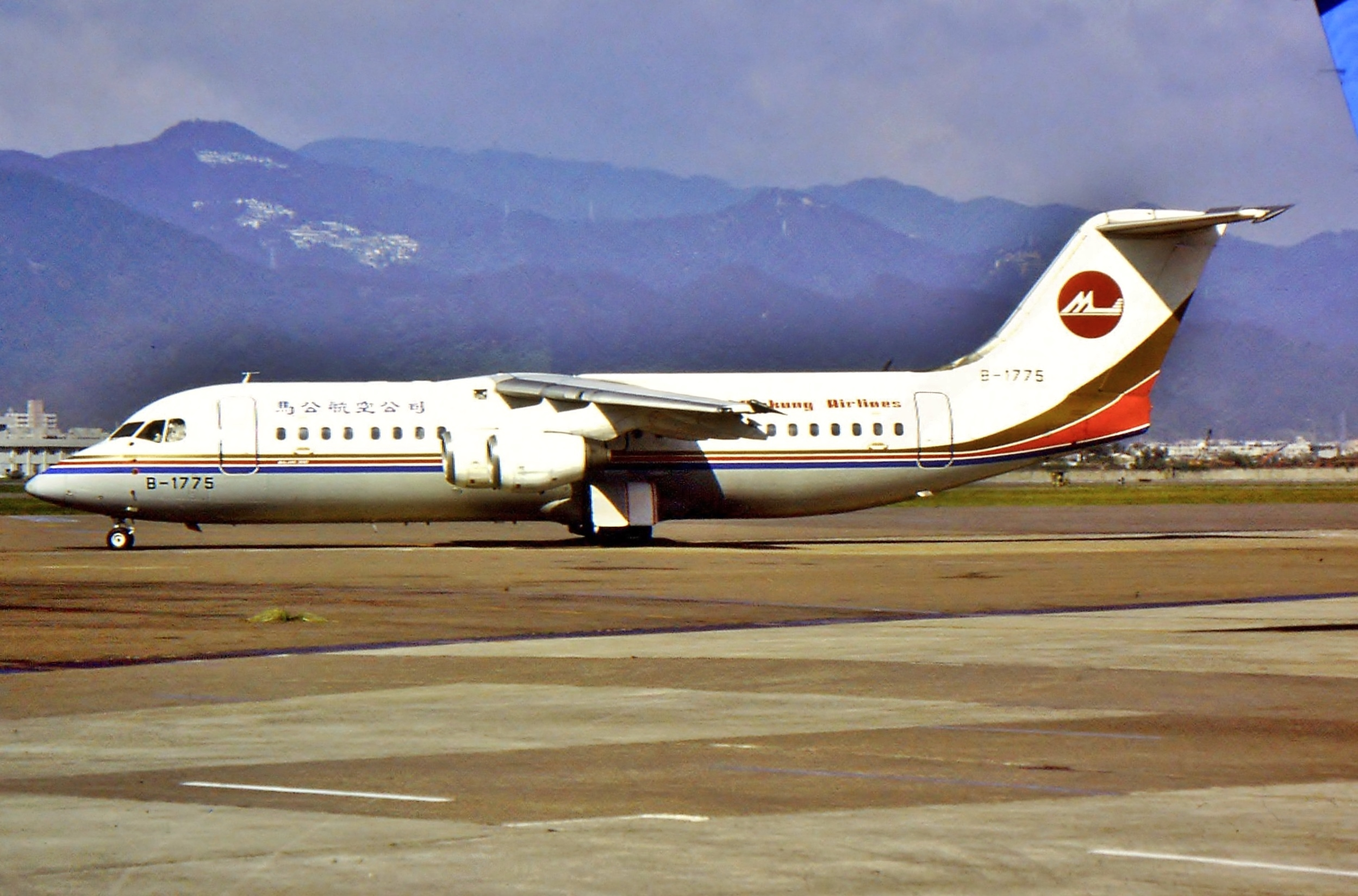
馬公航空BAe-146-300型客機

## 飛航路線
| 城市 | 機場         | 目的地                       |
| ---- | ------------ | ---------------------------- |
| 台北 | 松山機場     | 高雄、台東、澎湖、金門       |
| 高雄 | 高雄國際機場 | 松山、澎湖、菲律賓佬沃(包機) |
| 台東 | 台東機場     | 松山                         |
| 澎湖 | 澎湖機場     | 松山、高雄                   |
| 金門 | 金門機場     | 松山                         |

## 外部連結
- 馬公航空唯一的B757 （页面存档备份，存于）
- 惜別遠航B-27001 （页面存档备份，存于）